# Turn- und Sportverein Bayer 04 Leverkusen 1989-1990
Questa voce raccoglie le informazioni riguardanti il Turn- und Sportverein Bayer 04 Leverkusen nelle competizioni ufficiali della stagione 1989-1990.

## Stagione
Nella stagione 1989-1990 il Bayer Leverkusen, allenato da Jürgen Gelsdorf, concluse il campionato di Bundesliga al 5º posto. In Coppa di Germania il Bayer Leverkusen fu eliminato al secondo turno dal Darmstadt.
Jorginho fu l'unico convocato della società per i mondiali di Italia 90

## Maglie e sponsor
Lo sponsor tecnico è il marchio Tedesco Adidas, lo sponsor istituzionale è la Bayer.
| Casa | Trasferta |

## Rosa
| N. |                     | Ruolo | Calciatore            |
| -- | ------------------- | ----- | --------------------- |
| 1  | Germania (bandiera) | P     | Rüdiger Vollborn      |
|    | Germania (bandiera) | P     | Bernd Dreher          |
|    | Germania (bandiera) | D     | Jean-Pierre de Keyser |
|    | Germania (bandiera) | D     | Frank Germann         |
|    | Germania (bandiera) | D     | Thomas Hörster        |
|    | Brasile (bandiera)  | D     | Jorginho              |
|    | Germania (bandiera) | D     | Martin Kree           |
|    | Germania (bandiera) | D     | Oliver Pagé           |
|    | Germania (bandiera) | D     | Jürgen Radschuweit    |
|    | Germania (bandiera) | D     | Alois Reinhardt       |
|    | Germania (bandiera) | D     | Erich Seckler         |
|    | Germania (bandiera) | D     | Ingo Wollenberg       |
|    | Polonia (bandiera)  | C     | Andrzej Buncol        |

| N. |                     | Ruolo | Calciatore           |
| -- | ------------------- | ----- | -------------------- |
|    | Germania (bandiera) | C     | Ralf Ewen            |
|    | Germania (bandiera) | C     | Andreas Fischer      |
|    | Germania (bandiera) | C     | Florian Hinterberger |
|    | Norvegia (bandiera) | C     | Terje Olsen          |
|    | Germania (bandiera) | C     | Knut Reinhardt       |
|    | Germania (bandiera) | C     | Markus von Ahlen     |
|    | Germania (bandiera) | A     | Sven Demandt         |
|    | Germania (bandiera) | A     | Marcus Feinbier      |
|    | Germania (bandiera) | A     | Heiko Herrlich       |
|    | Polonia (bandiera)  | A     | Marek Leśniak        |
|    | Germania (bandiera) | A     | Christian Schreier   |
|    | Germania (bandiera) | A     | Marko Schröder       |
|    | Germania (bandiera) | A     | Andreas Thom         |

## Organigramma societario
Area tecnica
- Allenatore: Jürgen Gelsdorf
- Allenatore in seconda: Peter Hermann
- Preparatore dei portieri:
- Preparatori atletici:

## Calciomercato

### Sessione estiva
| Acquisti | Acquisti         | Acquisti                    | Acquisti |
| R.       | Nome             | da                          | Modalità |
| -------- | ---------------- | --------------------------- | -------- |
| A        | Sven Demandt     | Fortuna Düsseldorf          |          |
| C        | Andreas Fischer  | BV 08 Lüttringhausen        |          |
| D        | Frank Germann    | Borussia Dortmund II        |          |
| A        | Heiko Herrlich   | Friburgo                    |          |
| D        | Jorginho         | Flamengo                    |          |
| D        | Martin Kree      | Bochum                      |          |
| C        | Markus von Ahlen | Bayer Leverkusen (juniores) |          |

| Cessioni | Cessioni             | Cessioni              | Cessioni |
| R.       | Nome                 | a                     | Modalità |
| -------- | -------------------- | --------------------- | -------- |
| A        | Herbert Waas         | Bologna               |          |
| C        | Ralf Falkenmayer     | Eintracht Francoforte |          |
| A        | Manfred Kastl        | Stoccarda             |          |
| C        | Wolfgang Rolff       | Strasburgo            |          |
| C        | Claus-Dieter Wollitz | Osnabrück             |          |

### Sessione invernale
| Acquisti | Acquisti     | Acquisti   | Acquisti |
| R.       | Nome         | da         | Modalità |
| -------- | ------------ | ---------- | -------- |
| A        | Andreas Thom | BFC Dynamo |          |

| Cessioni | Cessioni    | Cessioni               | Cessioni |
| R.       | Nome        | a                      | Modalità |
| -------- | ----------- | ---------------------- | -------- |
| A        | Holger Aden | Eintracht Braunschweig |          |

## Risultati

### Bundesliga

#### Girone di andata
| Arbitro: | Pauly |

|             |           |  |
| Leśniak 78’ | Marcatori |  |

| Arbitro: | Föckler |

|              |           |                          |
| Sané 6’, 50’ | Marcatori | 40’ Demandt 82’ Schreier |

| Leverkusen 12 agosto 1989, ore 15:30 CEST 3ª giornata | Bayer Leverkusen | 0 – 0 referto | Borussia M'gladbach | Ulrich-Haberland-Stadion (16 700 spett.)\| Arbitro: \| Fux \| |
| Arbitro:                                              | Fux              |               |                     |                                                               |

| Arbitro: | Wiesel |

|                                 |           |                 |
| Hetmański 29’ Theiss 52’ (rig.) | Marcatori | 86’ (rig.) Kree |

| Arbitro: | Mierswa |

|          |           |             |
| Kree 44’ | Marcatori | 62’ Kreuzer |

| Arbitro: | Boos |

|                |           |                 |
| Ordenewitz 40’ | Marcatori | 70’ (rig.) Kree |

| Arbitro: | Merk |

|                            |           |  |
| Buncol 2’, 67’ Demandt 75’ | Marcatori |  |

| Arbitro: | Scheuerer |

|  |           |              |
|  | Marcatori | 38’ Schreier |

| Arbitro: | Osmers |

|                        |           |  |
| Leśniak 6’ Demandt 22’ | Marcatori |  |

| Arbitro: | Albrecht |

|  |           |                  |
|  | Marcatori | 56’, 75’ Demandt |

| Arbitro: | Harder |

|             |           |             |
| Seckler 19’ | Marcatori | 47’ Gaudino |

| Arbitro: | Strigel |

|  |           |                        |
|  | Marcatori | 59’ Buncol 80’ Leśniak |

| Arbitro: | Kriegelstein |

|            |           |         |
| Buncol 11’ | Marcatori | 7’ Roos |

| Arbitro: | Steinborn |

|  |           |             |
|  | Marcatori | 14’ Leśniak |

| Arbitro: | Werner |

|                                                |           |                           |
| Kaiser 17’ (aut.) Schreier 54’ Kree 64’ (rig.) | Marcatori | 58’, 74’ Schütz 81’ Klotz |

| Arbitro: | Rubel |

|             |           |             |
| Leśniak 22’ | Marcatori | 5’ Steubing |

| Brema 18 novembre 1989, ore 15:30 CET 17ª giornata | Werder Brema | 0 – 0 referto | Bayer Leverkusen | Weserstadion (23 800 spett.)\| Arbitro: \| Tritschler \| |
| Arbitro:                                           | Tritschler   |               |                  |                                                          |

#### Girone di ritorno
| Arbitro: | Fux |

|                 |           |            |
| Zorc 36’ (rig.) | Marcatori | 25’ Buncol |

| Arbitro: | Dellwing |

|                          |           |  |
| Schreier 13’ Demandt 43’ | Marcatori |  |

| Arbitro: | Mierswa |

|              |           |              |
| Bjelanov 28’ | Marcatori | 62’ Jorginho |

| Arbitro: | Albrecht |

|                                      |           |             |
| Thom 15’ Kree 40’ (rig.) Leśniak 62’ | Marcatori | 77’ Dittmer |

| Arbitro: | Harder |

|                           |           |          |
| Schütterle 69’ Bogdan 81’ | Marcatori | 18’ Kree |

| Arbitro: | Schmidhuber |

|  |           |                      |
|  | Marcatori | 4’ Janßen 33’ Häßler |

| Arbitro: | Steinborn |

|                |           |             |
| Dickgießer 16’ | Marcatori | 36’ Leśniak |

| Arbitro: | Wittke |

|          |           |  |
| Thom 65’ | Marcatori |  |

| Arbitro: | Föckler |

|  |           |                                   |
|  | Marcatori | 57’ Leśniak 64’ Jorginho 90’ Thom |

| Arbitro: | Weber |

|                      |           |                      |
| Feinbier 4’ Kree 61’ | Marcatori | 13’ (rig.) Rzehaczek |

| Stoccarda 7 aprile 1990, ore 15:30 CEST 28ª giornata | Stoccarda | 0 – 0 referto | Bayer Leverkusen | Neckarstadion (21 000 spett.)\| Arbitro: \| Dellwing \| |
| Arbitro:                                             | Dellwing  |               |                  |                                                         |

| Arbitro: | Scheuerer |

|            |           |             |
| Buncol 48’ | Marcatori | 35’ Steffen |

| Arbitro: | Boos |

|                               |           |  |
| Kuntz 14’ (rig.) Labbadia 67’ | Marcatori |  |

| Leverkusen 28 aprile 1990, ore 15:30 CEST 31ª giornata | Bayer Leverkusen | 0 – 0 referto | Bayern Monaco | Ulrich-Haberland-Stadion (27 000 spett.)\| Arbitro: \| Heitmann \| |
| Arbitro:                                               | Heitmann         |               |               |                                                                    |

| Arbitro: | Neuner |

|                            |           |  |
| Kaiser 71’ Krümpelmann 72’ | Marcatori |  |

| Arbitro: | Merk |

|                                  |           |  |
| Golke 10’ Ottens 56’ Trulsen 82’ | Marcatori |  |

| Arbitro: | Fux |

|             |           |                              |
| Fischer 75’ | Marcatori | 17’, 56’ Harttgen 59’ Riedle |

### Coppa di Germania
| Arbitro: | Feistner |

|          |           |                                                 |
| Bode 15’ | Marcatori | 20’ Buncol 24’ Schreier 39’ Demandt 42’ Leśniak |

| Arbitro: | Amerell |

|            |           |  |
| Blättel 2’ | Marcatori |  |

## Statistiche

### Statistiche di squadra
| Competizione      | Punti | In casa | In casa | In casa | In casa | In casa | In casa | In trasferta | In trasferta | In trasferta | In trasferta | In trasferta | In trasferta | Totale | Totale | Totale | Totale | Totale | Totale | DR  |
| Competizione      | Punti | G       | V       | N       | P       | Gf      | Gs      | G            | V            | N            | P            | Gf           | Gs           | G      | V      | N      | P      | Gf     | Gs     | DR  |
| ----------------- | ----- | ------- | ------- | ------- | ------- | ------- | ------- | ------------ | ------------ | ------------ | ------------ | ------------ | ------------ | ------ | ------ | ------ | ------ | ------ | ------ | --- |
| Bundesliga        | 39    | 17      | 7       | 8       | 2       | 23      | 15      | 17           | 5            | 7            | 5            | 17           | 17           | 34     | 12     | 15     | 7      | 40     | 32     | +8  |
| Coppa di Germania | -     | 0       | 0       | 0       | 0       | 0       | 0       | 2            | 1            | 0            | 1            | 4            | 2            | 2      | 1      | 0      | 1      | 4      | 2      | +2  |
| Totale            | 39    | 17      | 7       | 8       | 2       | 23      | 15      | 19           | 6            | 7            | 6            | 21           | 19           | 36     | 13     | 15     | 8      | 44     | 34     | +10 |

### Andamento in campionato
| Giornata  | 1 | 2 | 3 | 4  | 5  | 6  | 7 | 8 | 9 | 10 | 11 | 12 | 13 | 14 | 15 | 16 | 17 | 18 | 19 | 20 | 21 | 22 | 23 | 24 | 25 | 26 | 27 | 28 | 29 | 30 | 31 | 32 | 33 | 34 |
| --------- | - | - | - | -- | -- | -- | - | - | - | -- | -- | -- | -- | -- | -- | -- | -- | -- | -- | -- | -- | -- | -- | -- | -- | -- | -- | -- | -- | -- | -- | -- | -- | -- |
| Luogo     | C | T | C | T  | C  | T  | C | T | C | T  | C  | T  | C  | T  | C  | C  | T  | T  | C  | T  | C  | T  | C  | T  | C  | T  | C  | T  | C  | T  | C  | T  | T  | C  |
| Risultato | V | N | N | P  | N  | N  | V | V | V | V  | N  | V  | N  | V  | N  | N  | N  | N  | V  | N  | V  | P  | P  | N  | V  | V  | V  | N  | N  | P  | N  | P  | P  | P  |
| Posizione | 6 | 5 | 7 | 10 | 10 | 10 | 8 | 5 | 3 | 2  | 3  | 3  | 3  | 1  | 2  | 3  | 2  | 2  | 1  | 3  | 2  | 3  | 4  | 4  | 3  | 2  | 2  | 2  | 2  | 3  | 2  | 5  | 5  | 5  |

Legenda:

Luogo: C = Casa; T = Trasferta. Risultato: V = Vittoria; N = Pareggio; P = Sconfitta.

### Statistiche dei giocatori
| Giocatore       | Bundesliga | Bundesliga | Bundesliga  | Bundesliga | Coppa di Germania | Coppa di Germania | Coppa di Germania | Coppa di Germania | Totale   | Totale | Totale      | Totale     |
| Giocatore       | Presenze   | Reti       | Ammonizioni | Espulsioni | Presenze          | Reti              | Ammonizioni       | Espulsioni        | Presenze | Reti   | Ammonizioni | Espulsioni |
| --------------- | ---------- | ---------- | ----------- | ---------- | ----------------- | ----------------- | ----------------- | ----------------- | -------- | ------ | ----------- | ---------- |
| H. Aden         | 2          | 0          | 0           | 0          | 1                 | 0                 | 0                 | 0                 | 3        | 0      | 0           | 0          |
| A. Buncol       | 33         | 6          | 6           | 0          | 2                 | 1                 | 0                 | 0                 | 35       | 7      | 6           | 0          |
| S. Demandt      | 31         | 6          | 2           | 0          | 2                 | 1                 | 0                 | 0                 | 33       | 7      | 2           | 0          |
| B. Dreher       | 0          | 0          | 0           | 0          | 0                 | 0                 | 0                 | 0                 | 0        | 0      | 0           | 0          |
| R. Ewen         | 0          | 0          | 0           | 0          | 0                 | 0                 | 0                 | 0                 | 0        | 0      | 0           | 0          |
| M. Feinbier     | 18         | 1          | 4           | 0          | 1                 | 0                 | 0                 | 0                 | 19       | 1      | 4           | 0          |
| A. Fischer      | 31         | 1          | 4           | 0          | 2                 | 0                 | 0                 | 0                 | 33       | 1      | 4           | 0          |
| F. Germann      | 1          | 0          | 0           | 0          | 0                 | 0                 | 0                 | 0                 | 1        | 0      | 0           | 0          |
| H. Herrlich     | 16         | 0          | 1           | 0          | 1                 | 0                 | 0                 | 0                 | 17       | 0      | 1           | 0          |
| F. Hinterberger | 1          | 0          | 0           | 0          | 0                 | 0                 | 0                 | 0                 | 1        | 0      | 0           | 0          |
| T. Hörster      | 32         | 0          | 7           | 0          | 1                 | 0                 | 0                 | 0                 | 33       | 0      | 7           | 0          |
| J. Jorginho     | 20         | 2          | 6           | 0          | 1                 | 0                 | 1                 | 0                 | 21       | 2      | 7           | 0          |
| M. Kree         | 34         | 7          | 2           | 0          | 2                 | 0                 | 0                 | 0                 | 36       | 7      | 2           | 0          |
| M. Leśniak      | 33         | 8          | 3           | 0          | 2                 | 1                 | 0                 | 0                 | 35       | 9      | 3           | 0          |
| T. Olsen        | 0          | 0          | 0           | 0          | 0                 | 0                 | 0                 | 0                 | 0        | 0      | 0           | 0          |
| O. Pagé         | 0          | 0          | 0           | 0          | 0                 | 0                 | 0                 | 0                 | 0        | 0      | 0           | 0          |
| J. Radschuweit  | 3          | 0          | 2           | 0          | 0                 | 0                 | 0                 | 0                 | 3        | 0      | 2           | 0          |
| A. Reinhardt    | 27         | 0          | 2           | 0          | 2                 | 0                 | 0                 | 0                 | 29       | 0      | 2           | 0          |
| K. Reinhardt    | 31         | 0          | 9           | 0          | 2                 | 0                 | 0                 | 0                 | 33       | 0      | 9           | 0          |
| C. Schreier     | 25         | 4          | 2           | 0          | 2                 | 1                 | 0                 | 0                 | 27       | 5      | 2           | 0          |
| M. Schröder     | 1          | 0          | 0           | 0          | 0                 | 0                 | 0                 | 0                 | 1        | 0      | 0           | 0          |
| E. Seckler      | 20         | 1          | 4           | 1          | 2                 | 0                 | 1                 | 0                 | 22       | 1      | 5           | 1          |
| A. Thom         | 13         | 3          | 0           | 0          | 0                 | 0                 | 0                 | 0                 | 13       | 3      | 0           | 0          |
| R. Vollborn     | 34         | 0          | 0           | 0          | 2                 | 0                 | 0                 | 0                 | 36       | 0      | 0           | 0          |
| H. Waas         | 3          | 0          | 0           | 0          | 0                 | 0                 | 0                 | 0                 | 3        | 0      | 0           | 0          |
| I. Wollenberg   | 0          | 0          | 0           | 0          | 0                 | 0                 | 0                 | 0                 | 0        | 0      | 0           | 0          |
| J. de Keyser    | 21         | 0          | 4           | 0          | 1                 | 0                 | 1                 | 0                 | 22       | 0      | 5           | 0          |
| M. von Ahlen    | 2          | 0          | 0           | 0          | 0                 | 0                 | 0                 | 0                 | 2        | 0      | 0           | 0          |